# Nikujaga
Nikujaga (肉じゃが), que significa carne-batata, é um prato japonês de carne, batata e cebola cozido em molho shoyu adocicado, algumas vezes com kon'nyaku e vegetais. Geralmente, as batatas compõem a maior parte do prato, com a carne sendo servida principalmente como uma fonte do sabor. Ele normalmente é cozido até que a maior parte do líquido seja reduzida. Fatias finas de carne são as mais usadas, embora carne picada também seja popular. A carne de porco muitas vezes é usada ao invés da carne de vaca no leste do Japão.

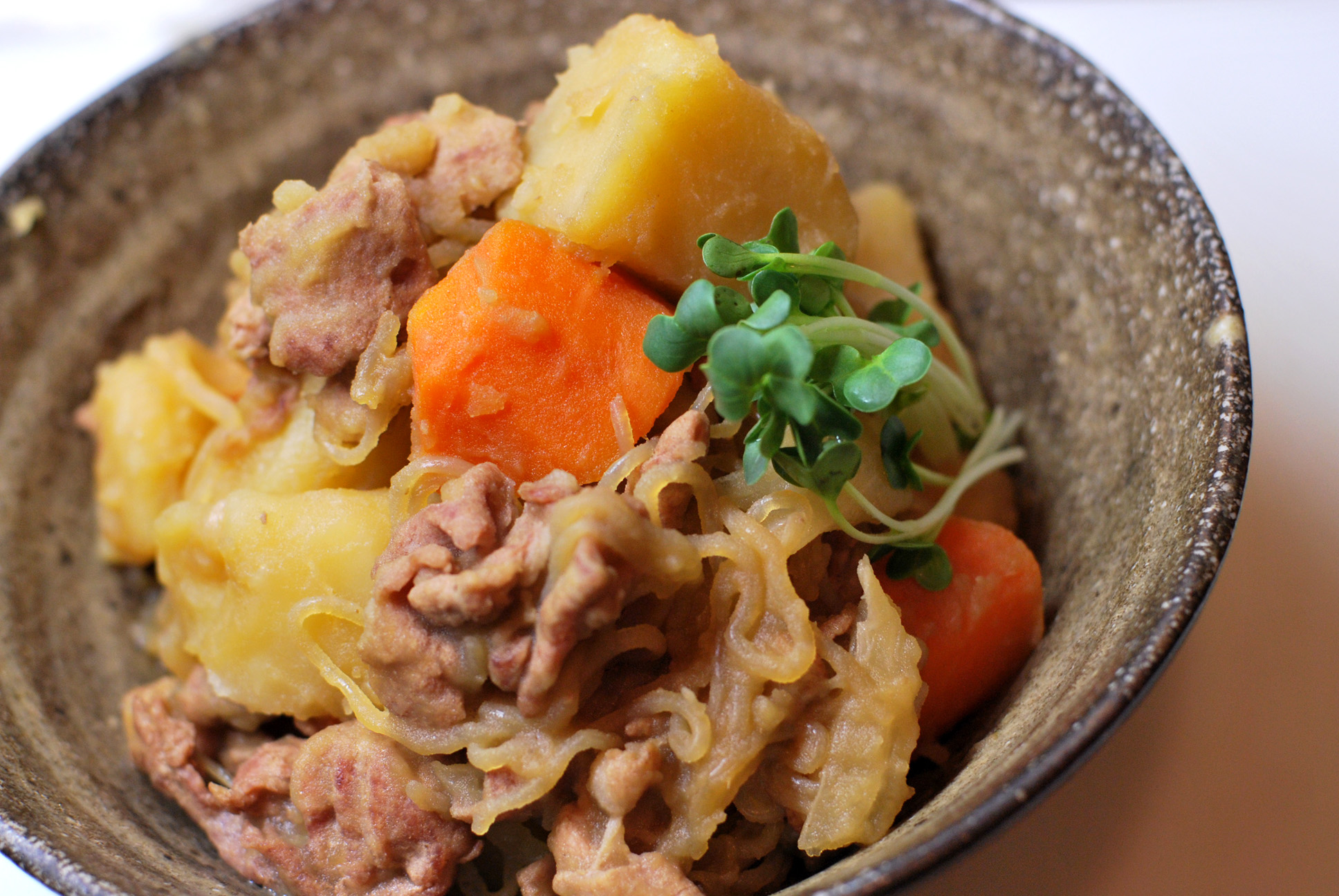

Nikujaga é um prato caseiro de inverno, servido com uma tigela de arroz branco e missoshiru. Ele é às vezes visto em izakayas.

## História
O nikujaga foi inventado por chefs da Marinha Imperial Japonesa no final do século XIX. A história de que Tōgō Heihachirō pediu aos cozinheiros navais para criarem uma versão do guisado de carne servido na Marinha Real Britânica foi concebida como parte de uma campanha contínua, que começou em 1895, para promover a cidade de Maizuru, Kyoto, que abrigava uma base da Marinha Imperial Japonesa onde Tōgō estava estacionado, como o local de nascimento do nikujaga. O governo municipal de Kure, Hiroshima, respondeu em 1998 alegando que Tōgō pediu o prato enquanto servia como chefe da base naval de Kure.